# La Lucerne-d'Outremer
La Lucerne-d'Outremer är en kommun i departementet Manche i regionen Normandie i norra Frankrike. Kommunen ligger i kantonen La Haye-Pesnel som tillhör arrondissementet Avranches. År 2022 hade La Lucerne-d'Outremer 847 invånare.

## Befolkningsutveckling
Antalet invånare i kommunen La Lucerne-d'Outremer
| Referens: INSEE |